# إذخر ميكونغي
إذخر ميكونغي (الاسم العلمي:Cymbopogon mekongensis) هو نوع من النباتات يتبع جنس الإذخر من الفصيلة النجيلية.